# Kamenica (Čelinac, BiH)
Kamenica je naseljeno mjesto u sastavu općine Čelinac, Republika Srpska, BiH.

## Stanovništvo
| Kamenica           |             |
| godina popisa      | 1991.       |
| Srbi               | 19 (67,86%) |
| Hrvati             | 0           |
| Muslimani          | 0           |
| Jugoslaveni        | 5 (17,86%)  |
| ostali i nepoznato | 4 (14,28%)  |
| ukupno             | 28          |